# Ma Jun
Ma Jun (220–265) fue un ingeniero mecánico chino durante la era de los Tres Reinos en China. Su más notable invento fue el  carro que apunta al sur, un transporte con brújula direccional sin ninguna función magnética. De acuerdo a su contemporáneo amigo, poeta y filósofo Fu Xuan (217-278 d. C.), Ma Jun nació en Fufeng, localizado en el río Wei entre los valles de Wugong y Baoji. Otro de los más grandes inventos de Ma Jun fue el telar de Seda.